# A New Day Yesterday
Albums de Joe Bonamassa
So, It's Like That
(2002)
A New Day Yesterday, paru en 2000, est le premier album du guitariste de Blues rock américain Joe Bonamassa.

## L'album
Pour son premier album, Joe Bonamassa a bénéficié du soutien de quelques pointures du rock américain des années 1970 comme Rick Derringer, Leslie West ou encore Gregg Allman.

Six titres de l'album sont des reprises.

## Membres
Joe Bonamassa : voix, guitare

Creamo Liss : basse

Tony Cintron : batterie

## Les titres de l'album
| No  | Titre                                             | Durée |
| --- | ------------------------------------------------- | ----- |
| 1.  | Cradle Rock (Rory Gallagher)                      | 3:50  |
| 2.  | Walk in my Shadows                                | 3:27  |
| 3.  | A New Day Yesterday                               | 4:45  |
| 4.  | I Know Where I Belong                             | 5:38  |
| 5.  | Miss You, Hate You (Rock Radio Remix)             | 3:39  |
| 6.  | Nuthin' I Wouldn't Do (for a Woman Like You)      | 5:10  |
| 7.  | Colour and Shape                                  | 5:03  |
| 8.  | Headaches to Heartbreaks                          | 4:56  |
| 9.  | Trouble Waiting                                   | 3:25  |
| 10. | If Heartaches Were Nickels                        | 7:51  |
| 11. | Current Situation                                 | 3:35  |
| 12. | Don't Burn Down That Bridge                       | 4:21  |
| 13. | Miss You, Hate You (Original Full Length Version) | 6:04  |

## Informations sur le contenu de l'album
- Dave Borden joue des claviers sur Headaches to Heartbreaks
- Rick Derringer chante et joue de la guitare sur Nuthin' I Wouldn't Do (for a Woman Like You)
- Leslie West chante et joue de la guitare sur If Heartaches Were Nickels
- Gregg Allman chante et joue des claviers sur If Heartaches Were Nickels
- Len Bonamassa joue de la guitare sur Trouble Waiting
- Cradle Rock est une reprise de Rory Gallagher (1973)
- Walk in my Shadows est une reprise de Free (1968)
- A New Day Yesterday est une reprise de Jethro Tull (1969)
- Nuthin' I Wouldn't Do (for a Woman Like You) est une reprise d'Al Kooper
- If Heartaches Were Nickels est une reprise de Billy Branch (titre composé en 1995 par Warren Haynes)
- Don't Burn Down That Bridge est une reprise d'Albert King (1973)